# Perigonia leucopus
Perigonia leucopus é uma mariposa da família Sphingidae. É conhecido a partir do Brasil.
A parte superior anterior é semelhante à Perigonia stulta, mas a base e a área pós-mediana são sombreadas com cinza. Existe uma faixa marginal marrom na parte superior da asa traseira.